# Crocidura gmelini
Crocidura gmelini is een zoogdier uit de familie van de spitsmuizen (Soricidae). De wetenschappelijke naam van de soort werd voor het eerst geldig gepubliceerd door Pallas in 1811.